# Михаило Вукобратовић
Михаило Вукобратовић је српски филмски и телевизијски редитељ.

## Биографија
Вукобратовић је дипломирао филмску и ТВ режију на Факултету драмских уметности у Београду. Режирао је најпознатије серије српске кинематографије и сарађивао са најпопуларнијим сценаристима. Био је директор Позоришта на Теразијама, у коме је после дванаест година поднео оставку, 21. фебруара 2013. године.

## Режија
| Год.       | Назив                                  | Жанр                      | Награда |
| ---------- | -------------------------------------- | ------------------------- | ------- |
| 1984.      | Силуете (ТВ серија)                    | драма                     |         |
| 1985.      | Није лако са мушкарцима                | комедија                  |         |
| 1987.      | Бољи живот: Новогодишњи специјал       | комедија                  |         |
| 1988.      | Новогодишња прича                      | комедија                  |         |
| 1989.      | Бољи живот                             | комедија                  |         |
| 1990.      | Српска рапсодија                       | комедија                  |         |
| 1987-1991. | Бољи живот (ТВ серија)                 | комедија                  |         |
| 1992.      | Полицајац са Петловог брда             | акциона комедија          |         |
| 1992.      | Јуриш на скупштину                     | комедија                  |         |
| 1993-1994. | Полицајац са Петловог брда (ТВ серија) | акциона комедија          |         |
| 1994.      | Новогодишња прича                      | комедија                  |         |
| 1995.      | Отворена врата                         | комедија                  |         |
| 1996.      | Контраш                                | комедија                  |         |
| 1998.      | Код луде птице                         | комедија                  |         |
| 1998-2002. | Породично благо                        | комедија                  |         |
| 2003.      | Новогодишњи програм                    | комедија                  |         |
| 2004-2006. | Стижу долари                           | комедија                  |         |
| 2007.      | Оно наше што некад бејаше              | комедија                  |         |
| 2006-2012. | Бела лађа                              | комедија                  |         |
| 2011.      | Ко је сместио Црвенкапи?               | анимирани, мјузикл (филм) |         |
| 2017-2019. | Истине и лажи                          | теленовела                |         |
| 2019-2021. | Јунаци нашег доба                      | комедија                  |         |
| 2020-2021. | Игра судбине                           | теленовела                |         |
| 2022.      | Од јутра до сутра                      | теленовела                |         |